# Supercoppa di Germania 2014 (pallacanestro)
La Supercoppa di Germania 2014 (ufficialmente BBL Champions Cup 2014) è stata la 9ª edizione della Supercoppa di Germania.
La partita è stata disputata il 27 settembre 2014 presso l'O2 World di Berlino tra il Bayern Monaco, campione di Germania 2013-14 e l'Alba Berlino, vincitore della BBL-Pokal 2014.

## Finale
| Berlino 27 settembre 2014, ore 20:30 UTC+2 | Alba Berlino | 76 – 68 (21-11, 45-25, 64-53) referto | Bayern Monaco | O2 World (11.105 spett.) |
| \| \| \| \| \| McLean 15 \| Punti \| 14 Bryant \| \| Redding 9 \| Assist \| 5 Schaffartzik \| \| Stojanovski 7 \| Rimbalzi \| 9 Bryant \| \| 5 Giffey• 15 Redding• 25 Hammonds• 33 McLean• 43 Radošević 7 King• 11 Vargas• 18 Wohlfarth-Bottermann• 19 Stojanovski• 20 Banić• 21 Wagner \| Formazioni \| 8 Schaffartzik• 12 Benzing• 14 Đedović• 20 Savanović• 54 Bryant 9 Micić• 10 Staiger• 15 Štimac• 32 Idbihi• 44 Taylor• 45 Jagla• 52 Jallow \| \| Saša Obradović \| Allenatori \| Svetislav Pešić \| |              | |               |                          |
| |              | |               |                          |
| McLean 15 | Punti        | 14 Bryant |               |                          |
| Redding 9 | Assist       | 5 Schaffartzik |               |                          |
| Stojanovski 7 | Rimbalzi     | 9 Bryant |               |                          |
| 5 Giffey• 15 Redding• 25 Hammonds• 33 McLean• 43 Radošević 7 King• 11 Vargas• 18 Wohlfarth-Bottermann• 19 Stojanovski• 20 Banić• 21 Wagner | Formazioni   | 8 Schaffartzik• 12 Benzing• 14 Đedović• 20 Savanović• 54 Bryant 9 Micić• 10 Staiger• 15 Štimac• 32 Idbihi• 44 Taylor• 45 Jagla• 52 Jallow |               |                          |
| Saša Obradović | Allenatori   | Svetislav Pešić |               |                          |